# Empis negrobovi
Empis negrobovi är en tvåvingeart som beskrevs av Shamsev 2001. Empis negrobovi ingår i släktet Empis och familjen dansflugor. Inga underarter finns listade i Catalogue of Life.